# Rob Swire
Pour les articles homonymes, voir Swire (homonymie).
Robert Swire-Thompson, dit Rob Swire (prononcé : [ɹɑb ˈswaɪə(ɹ)]; né le 5 novembre 1982 à Perth), est un musicien, chanteur, DJ et producteur musical australien d'origine sud-africaine.
Il est notamment connu comme étant membre du groupe de drum and bass, Pendulum, auquel il est le membre principal et cofondateur avec Paul "El Hornet" Harding et Gareth McGrillen, il forme également en 2011 avec ce dernier le duo de electronic dance music,  Knife Party.
Il est également connu pour avoir prêté sa voix pour le titre Ghosts 'n' Stuff de Deadmau5, et au titre Breathe de Eric Prydz, et aussi pour avoir coproduit les morceaux Rude Boy et Roc Me Out de Rihanna.
Depuis 2003, il a quitté son Australie natale avec ses confrères de Pendulum pour vivre au Royaume-Uni. Il est parfois crédité sous le pseudonyme Anscenic lorsqu'il est en solo.

## Biographie
Robert Swire-Thompson nait et grandit à Perth en Australie-Occidentale, de parents originaires d'Afrique-du-Sud. Son père est consultant en affaires, et sa mère est dans le travail social. Il a également une sœur. Ses parents emménagent en Australie un an avant la naissance de Robert. Pendant son enfance, sa famille repart en Afrique du Sud, avant d'emménager pendant cinq ans au Zimbabwe. Il a d'ailleurs créé une chanson lorsqu'il y vivait, qui a été diffusé sur une station locale du Zimbabwe.  Il se passionne pour la musique dès le plus jeune âge, en jouant de la guitare appartenant à son père. Il a étudié et est diplômé en 1999 au Scotch College, situé à Swambourne, un quartier situé sur la côte à Perth. C'est d'ailleurs là où il rencontre son ami Gareth McGrillen.

### Débuts dans la musique (1998-2002)
Lors des trois années qui suivent après ses années d'études au Scotch College, il bosse comme producteur de musique pour les groupes locaux de drum and bass, de breakbeat et de heavy metal, auquel il est parfois crédité sous le nom Anscenic. En indépendant, il sort quelques morceaux dans le genre Techno Hardcore avec le label Hardline Rekordingz, comme les morceaux Electrodes of the Skull ou Fat American Bitchcore avec la collaboration de Animal Intelligence, le fondateur du label. Avec le second morceau, seules vingt copies ont été publiés pour promouvoir le label à la Nouvelle-Zélande. Il finit par influencer Gareth McGrillen dans la production de musique électronique sur des ordinateurs.
Il fonde également avec ce dernier, Karl Thomas et Jay Burns, le groupe de heavy metal Xygen au début des années 2000. Swire joue en tant que chanteur du groupe, McGrillen en est le bassiste, Thomas à la batterie et Burns le guitariste. Avec le groupe, ils joueront dans de nombreux concerts, dont l'un des shows où ils se produisent avec un autre groupe de punk auquel Paul ''El Hornet'' Harding joue en tant que batteur. Mais ils ne se rencontreront que plus tard, lors d'un concert de Drum and Bass en 2002. Lors d'un concert de Drum and Bass, Swire et McGrillen arrivent au moment où un DJ jouait le morceau Messiah de Konflict. À cet instant, les deux compères ont été inspirés et ont décidé peu de temps après de quitter leur groupe Xygen pour s'orienter dans le style qui les passionne, la Drum and Bass.

### Pendulumet premiers albums du groupe

#### Débuts du groupe (2002-2004)
Avec leur récente rencontre et la naissance d'une amitié avec Paul Harding El Hornet, qui est également DJ, ils décident ensemble de faire un trio et de jouer sur scène ensemble. Rob et Gareth avaient précédemment joué en tant que DJ uniquement dans des soirées entre amis, et généralement en étant sur leurs PC, tandis que El Hornet  jouait déjà depuis quelque temps sur scène en tant que DJ dans Perth et sa banlieue. Initialement, Swire et McGrillen voulaient créer leurs propre maison de disque afin de créer leur musique. Lors d'une représentation au The Drumclub, ils devaient jouer un DJ set pour The Perth Producer, le disque dur de Rob Swire ne fonctionnait plus. El Hornet décide donc que le trio doit improviser et de faire découvrir leur propre musique. Leurs musique étant bien accueillie, ils décident à la suite de cette représentation de créer ensemble le groupe Pendulum. Robert sort trois morceaux sous le pseudonyme Anscenic (Moving Forward, Parameter et Aphid) qui apparaissent sur une compilation de mixes de plusieurs artistes (dont El Hornet) intitulée "Pendulum Recordings 09/02 Mix", auquel sur ces morceaux (et ceux de El Hornet et McGrillen sous le pseudonyme Speed) seront titrés également "Pendulum Dub".
Le groupe produit son premier morceau  Vault, qui sortira en 2003 sur le label 31 Records, et sera acclamé par la scène Drum and Bass britannique. Résidant encore à Perth, ils se sentent isolés de la communauté Drum and Bass dans leurs pays. Le trio devenant ami avec le producteur de Drum and bass britannique et patron du label Breakbeat Kaos DJ Fresh, celui-ci offre au groupe un hébergement gratuit dans son appartement à Londres pendant huit mois. Le trio décide donc alors de déménager en Angleterre. Un peu plus tard dans la même année, Pendulum sort son tout premier single le 10 juillet 2003 intitulé "Spiral" / "Ulterior Motive" sur le label Low Profil. Rob chante sur le titre Spiral.
Un peu moins d'un an après, le 22 mars 2004, sort un morceau du groupe intitulé Toxik Shock sur la compilation The Sideshow : Chapter 1 du label Freak Recording. Le 4 octobre 2004, sort la compilation Jungle Sound: The Bassline Strikes Back! du label de DJ Fresh, où les morceaux de Pendulum y figurent en vedette (Kingstom Vampires avec DJ Fresh et Masochists), ainsi que le second disque auquel El Hornet est le mixeur. Devant le succès des morceaux sortis par Pendulum, DJ Fresh décide d'offrir au groupe l'occasion d'enregistrer le premier album du groupe.

#### Hold Your Colouret nouveaux membres (2005-2007)
En 2005, le trio de Perth finit de composer le premier album du groupe. Quelques jours après avoir fini de travailler sur l'écriture de l'album, le groupe remixe le morceau Voodoo People du célèbre groupe The Prodigy. Rob Swire déclarera dans une interview en 2008 à propos de ce remix :
« Nous venions de finir d'écrire l'album et je pense que deux jours plus tard, notre manager Joe, m'a appelé et m'a dit : "Rob, The Prodigy veut que tu fasses un remix, et ça doit être fait dans deux jours." J'étais comme, "Oh, merde, je viens de finir la valeur d'un album de matériel. Ce n'est pas la première chose que j'ai envie de faire, travailler sur un autre morceau. Mais nous avions déjà commencé sur "Voodoo People" comme ça l'était, alors nous sommes allés de l'avant et l'avons fini. C'est un honneur de remixer "Voodoo People" et c'est un honneur d'avoir reçu cette proposition d'un groupe comme The Prodigy».
Le 25 juillet 2005, sort Hold Your Colour, le premier album de Pendulum. Rob prête sa voix au titre éponyme de l'album, ainsi que pour les titres Streamline et Still Grey. L'album est certifié d'or en Australie.
Devant le succès de l'album, le label Breakbeat Kaos réédite la compilation Jungle Sound: The Bassline Strikes Back! en Jungle Sound: Gold, avec la pochette modifié ainsi que la mention "Mixed by Pendulum", ce qui n'était pas le cas sur la compilation d'origine. Peu de temps après sa publication, Rob Swire dénonce sur le forum de musique électronique Dogs On Acid qu'ils ne reconnaissaient pas la publication de la réédition, et qu'ils n'avaient pas donné la permission au label de créditer le nom du groupe. Le scandale se répandant sur le forum, au point que des membres du forum visant DJ Fresh à profiter du succès de Pendulum. Le groupe finit par quitter le label à la suite de cette affaire.
Durant l'année 2006, le trio de Pendulum devient un sextuor avec l'arrivée de trois nouveaux membres : Ben Mount en tant que MC, Peredur ap Gwynedd en tant que guitariste, et Paul Kodish en tant que batteur. Lorsque le groupe commence à se produire en live, Rob Swire devient le chanteur officiel du groupe, tout en jouant avec un contrôleur de guitare MIDI, une Ztar Z6S-XPA de Starr Labs.

## Vie privée
Il est en couple depuis 2015 avec l'artiste visuelle Kora Moya Rojo.